# 黃大仙西
黃大仙西（英語：Wong Tai Sin West，代號H2）是香港黃大仙區議會下轄的選區，2023年改制後設立，定為雙議席選區。

## 範圍
現時選區包括慈雲山、竹園邨、樂富、橫頭磡、東頭村及新蒲崗，呈C之形，西至聯合道，北達獅子山、慈雲山一帶，南達太子道東，包圍住黃大仙西選區的黃大仙上、下邨，與其接壤的選區有黃大仙東、九龍城區議會的九龍城北選區、西貢區議會的西貢及坑口選區以及沙田區議會的沙田東、沙田南選區。
投票站設有十七個，分別位於保良局陳南昌夫人小學、嘉諾撒小學（新蒲崗）、東頭社區中心、孔教學院大成小學、摩士公園體育館、橫頭磡邨香港青年協會賽馬會橫頭磡青年空間、橫頭磡邨香港傷殘青年協會賽馬會活動中心、天主教博智小學、潔心林炳炎中學、翠竹花園翠竹商場5樓、竹園社區中心、浸信會天虹小學、竹園體育館、嗇色園主辦可立小學、伊斯蘭鮑伯濤紀念小學、慈雲山聖文德天主教小學、德愛中學。

## 沿革
2023年香港選舉改革將區議會所有單議席選區取消，黃大仙區定為兩個雙議席選區，共選出四席民選議員。黃大仙西選區由原有單議席的竹園南、竹園北、翠竹及鵬程、慈雲東、慈雲西、正安、正愛、東頭、東美、樂富、橫頭磡、新蒲崗、天強選區合併而成。
2023年區議會選舉，估算人口有218,584人，選民有147,313人，吸引到四人參選。

## 歷屆議員
| 選區名稱 | 屆別           | 議員   | 政治聯繫 | 政治聯繫 | 議員   | 政治聯繫 | 政治聯繫         |
| -------- | -------------- | ------ | -------- | -------- | ------ | -------- | ---------------- |
| 黃大仙西 | 2024年－2027年 | 潘卓斌 |          | 民建聯   | 楊諾軒 |          | 東九龍居民委員會 |

## 歷屆選舉結果
| 政党   | 政党                      | 候选人    | 票数   | % | ± |
| ------ | ------------------------- | --------- | ------ | - | - |
|        | 香港新方向                | ①. 黃樂妍 | 5,662  |   |   |
|        | 工聯會                    | ②. 李忠澤 | 7,449  |   |   |
|        | 民建聯                    | ③. 潘卓斌 | 15,026 |   |   |
|        | 創建力量/東九龍居民委員會 | ④. 楊諾軒 | 13,469 |   |   |
| 多数票 |                           |           |        |   |   |

## 資料來源
1. ↑   (PDF).   [2023年8月23日]. （原始内容 (PDF)存档于2023年10月20日） （繁体中文）.
2. ↑   (PDF).   [2023年11月17日].
3. ↑   (PDF). 選舉管理委員會. 2023-07-11  [2023-08-23]. （原始内容存档 (PDF)于2023-10-14）.
4. ↑   (PDF).   [2023-11-18]. （原始内容存档 (PDF)于2023-11-17）.
5. ↑   (PDF).   [2023-08-23]. （原始内容存档 (PDF)于2023-10-20）.
6. ↑   (PDF).   [2023-11-17]. （原始内容存档 (PDF)于2024-01-09）.